# ジャック・マゴマ
ジャック・イロンダ・マゴマ（Jacques Ilonda Maghoma, 1987年10月23日 - ）は、ザイール(現コンゴ民主共和国)・ルブンバシ出身の元サッカー選手。現役時代のポジションはミッドフィールダー(LMF)。
「マグホマ」という表記もよく見られる。

## 代表歴
2010年からコンゴ民主共和国代表に招集され、2017年にはアフリカネイションズカップ2017に臨むメンバーに選出された。

## 人物
- トッテナム・ホットスパーFCのユースチーム出身で、弟のクリスティアン・マゴマとパリス・マゴマもスパーズユース出身。ジャックとクリスティアンはトッテナムのトップチームデビューは叶わずに退団したが、パリスは2019年2月現在もトッテナムのユースチームに所属している。